# Бернардо, Майкл
Майкл Бернардо (англ. Michael Bernardo; род. 28 мая 1964 в Канаде) — канадский мастер боевых искусств, тренер по карате и бывший актёр.

## Биография
Майкл Бернардо родился 28 мая 1964 года. В 1972 году, в возрасте 8 лет, он начал заниматься восточными единоборствами. Родители записали его на занятия по дзюдо, чтобы мальчик обрёл уверенность в себе, а затем в той же школе он увлекся карате. Он тренировался в четырех школах и получил чёрный пояс от мастера Ричарда Кима в Калифорнии. В возрасте 17 лет он основал собственную школу карате Bernardo Karate Academy.
В 1995 сыграл главного злодея, сбежавшего из кибер-пространства воина Данте в фантастическом боевике Эндрю Стивенса «Беглецы компьютерных сетей».
После небольшой роли в фильме «Бэтмен и Робин» в 1997 году оставил актёрскую карьеру.

## Фильмография
| Год  |   | Русское название           | Оригинальное название            | Роль           |
| ---- | - | -------------------------- | -------------------------------- | -------------- |
| 1991 | ф | Коготь тигра               | Tiger Claws                      | Каратист       |
| 1992 | ф | Сильнейший удар            | Shootfighter: Fight to the Death | Ник Уокер      |
| 1995 | ф | Беглецы компьютерных сетей | Virtual Combat / Grid Runners    | Данте          |
| 1996 | ф | Сильнейший удар 2          | Shootfighter II                  | Ник Уокер      |
| 1997 | ф | Бэтмен и Робин             | Batman & Robin                   | Ледяной бандит |